# Barichneumon flaviscuta
Barichneumon flaviscuta là một loài tò vò trong họ Ichneumonidae.